# Larry Ellison
Lawrence Joseph Ellison, meglio noto come Larry (New York, 17 agosto 1944), è un imprenditore e informatico statunitense, cofondatore e CTO della Oracle Corporation, una delle più grandi case di sviluppo del mondo, di cui è stato anche amministratore delegato fino al 2014. Da allora è presidente esecutivo.
A maggio 2025, Ellison è la quarta persona più ricca del mondo, secondo il Bloomberg Billionaires Index,  con un patrimonio netto stimato di 189 miliardi di dollari; secondo la rivista Forbes, al 25 giugno 2025 risulta essere la seconda persona più ricca al mondo dopo Elon Musk, con un patrimonio stimato di 254,1 miliardi di dollari. Ellison è anche noto per essere il proprietario del 98% di Lānaʻi, la sesta isola più grande delle Hawaii.

## Biografia

### Origini e formazione
Ellison è nato nel Bronx, New York, da Florence Spellman, una ragazza di soli 19 anni, e da un pilota del US Air Force, reduce della seconda guerra mondiale che non potevano mantenerlo. Infatti dopo soli nove mesi la madre chiese alla zia Lillian Spellman Ellison e a suo marito Louis Ellison di adottarlo, i due accettarono e il piccolo Larry venne trasferito a Chicago.
La casa degli Ellison era un piccolo appartamento a South Shore, un quartiere di Chicago abitato in maggior parte dalla classe medio-bassa. Ellison ricorda sempre con grande affetto la sua madre adottiva, mentre ricorda il padre adottivo come una figura austera e spesso troppo distante nei suoi confronti tanto da definire lo stesso figlio adottivo come un fallito e incapace inteso come un buono a nulla. Il padre adottivo era un ebreo russo della Crimea, che adottò il nome Ellison all'arrivo negli USA per ricordare Ellis Island, vale a dire il suo punto di ingresso nel paese.
Larry era un bravo studente, ma troppo disinteressato e distratto per ottenere grandi risultati. Lasciò la University of Illinois Chicago alla fine del secondo anno, e non conseguì la laurea a causa della morte della madre adottiva. Dopo la delusione universitaria conobbe l'amico Chuck Weiss e cominciò ad appassionarsi al mondo dell'informatica.
Larry incontrerà la sua madre biologica per la prima volta solo all'età di 48 anni.

### Carriera
Nel corso degli anni '70, dopo una breve esperienza presso la Amdahl Corporation, Ellison iniziò a lavorare per la Ampex. I suoi progetti includevano un database per la CIA, che chiamò "Oracle". Ellison per questo database fu ispirato da un articolo scritto da Edgar F. Codd sui database relazionali chiamato Un database relazionale per le grandi banche dati condivise. Nel 1977, fondò la Software Development Laboratories con due soci e un investimento di 2.000 $, dei quali 1200 erano suoi.
Nel 1979 l'azienda cambiò il nome in Relational Software, e nel 1982 diventò la Oracle Systems Corporation dopo aver progettato il suo prodotto di punta, il database Oracle. Ellison aveva sentito parlare del data base "Sistema IBM R ", basato anch'esso sulle teorie di Codd, e voleva che Oracle fosse compatibile con esso, ma IBM lo vietò, rifiutando di condividere il codice del sistema R con Oracle. La versione iniziale di Oracle fu chiamata Oracle 2.
Nel 1990, Oracle licenziò il 10% dei suoi lavoratori (circa 400 persone), per la crisi aziendale. Questa crisi, che portò l'Oracle quasi al fallimento, avvenne a causa della strategia di marketing di Oracle "up-front", dove gli addetti alla vendita esortarono i potenziali clienti ad acquistare la maggior quantità possibile dei loro prodotti in una sola volta. Gli addetti alle vendite poi controllavano il valore delle vendite nel trimestre in corso, aumentando così i loro bonus. Questo è diventato un problema quando le vendite successivamente non andarono completamente a buon fine. Ellison affermò che l'Oracle era incappata in "un incredibile errore di business".
Sebbene IBM avesse dominato per anni il mercato dei database relazionali dei mainframe con i DB2 e SQL / DS, ritardò l'uscità di un database relazionale di UNIX e di Windows. Questo lasciò la porta aperta per Sybase, Oracle, Informix.
Dal 1990 al 1993, Sybase fu l'azienda che ebbe la più rapida crescita economica grazie ai database, ma presto incappò in una crisi. Nel 1996 Sybase si fuse con Powersoft. Nel 1993, Sybase vendette i diritti dei suoi database per il sistema operativo Windows alla Microsoft Corporation, che oggi prendono il nome di SQL Server.

#### 1994–2010

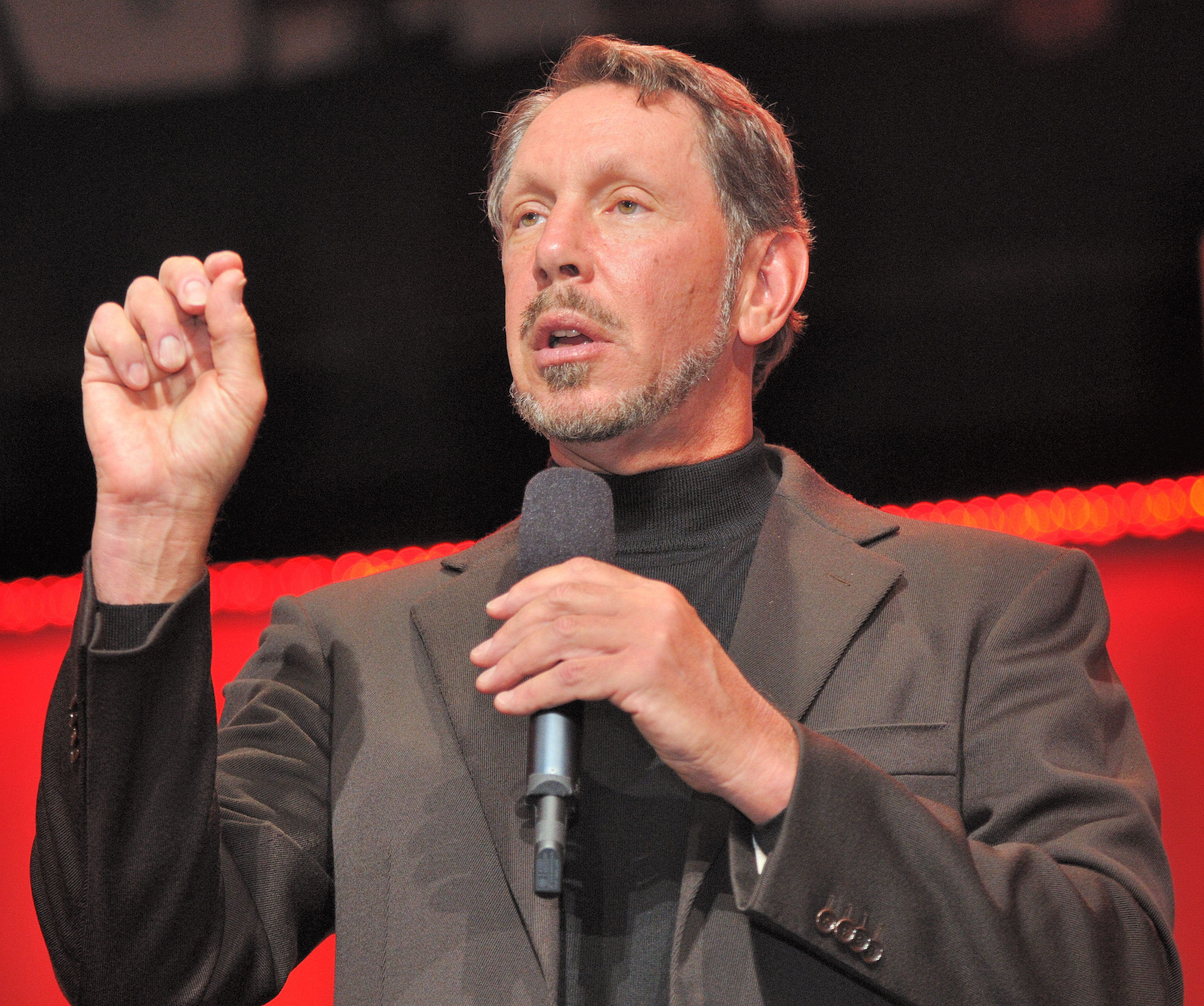
Larry Ellison nel 2006

Nel 1994, Informix superò Sybase e divenne il più importante rivale di Oracle. La guerra intensa tra il CEO di Informix Phil White e Ellison fu talmente intensa da finire anche in prima pagina nei quotidiani della Silicon Valley. Nell'aprile 1997, Informix annunciò un importante deficit delle entrate e ottimi guadagni. Nel 2001 Informix venne assorbita dall'IBM.
Con la sconfitta di Informix e Sybase, Oracle godette di dominanza e prosperità nell'industria dei database fino all'ascesa della Microsoft SQL Server alla fine degli anni '90 e con l'acquisizione di IBM della Informix Software nel 2001 per completare il loro DB2 database.
Nel 1996, Ellison entrò a far parte del consiglio di amministrazione di Apple per volere di Steve Jobs e rassegnò le proprie dimissioni nel 2002.
Nel 2005, Oracle Corporation pagò Ellison uno stipendio di 975.000 dollari, con un bonus di 6,5 milioni di dollari, e altri compensi di 955.100 dollari. Nel 2007, Ellison ha guadagnato un compenso totale di 61.180.524 dollari, che includeva un salario base di 1.000.000 di dollari, un bonus in contanti di 8.369.000 dollari, e opzioni assegnate di 50.087.100 dollari. Nel 2008, ha guadagnato un compenso totale di 84.598.700 dollari, che includeva un salario base di 1.000.000 di dollari, un bonus in contanti di 10.779.000 dollari, senza le stock grant, e le opzioni assegnate di 71.372.000 dollari. Nel 2009 realizzò un guadagno di 56,8 milioni di dollari. Nel 2006, Forbes lo ha classificato come il californiano più ricco.
Nell'aprile 2009, dopo una battaglia con IBM e Hewlett-Packard, Oracle ha annunciato la sua intenzione di acquistare Sun Microsystems. Il 2 luglio 2009, per il quarto anno consecutivo, Ellison guadagnò con l'Oracle altri 7 milioni di stock option. Il 22 agosto 2009, è stato riferito che ad Ellison sarebbe stato pagato solo 1 dollaro per l’anno fiscale 2010 - un milione di dollari in meno del 2009.
Nel 2010 l’Unione europea approva l'acquisizione di Oracle di Sun Microsystems e ha affermato che tale acquisizione "ha la possibilità di rivitalizzare le attività importanti per creare prodotti nuovi e innovativi". L'acquisizione di Sun ha anche dato la possibilità all'Oracle di migliorare il popolare MySQL database open source, che Sun aveva acquisito nel 2008.

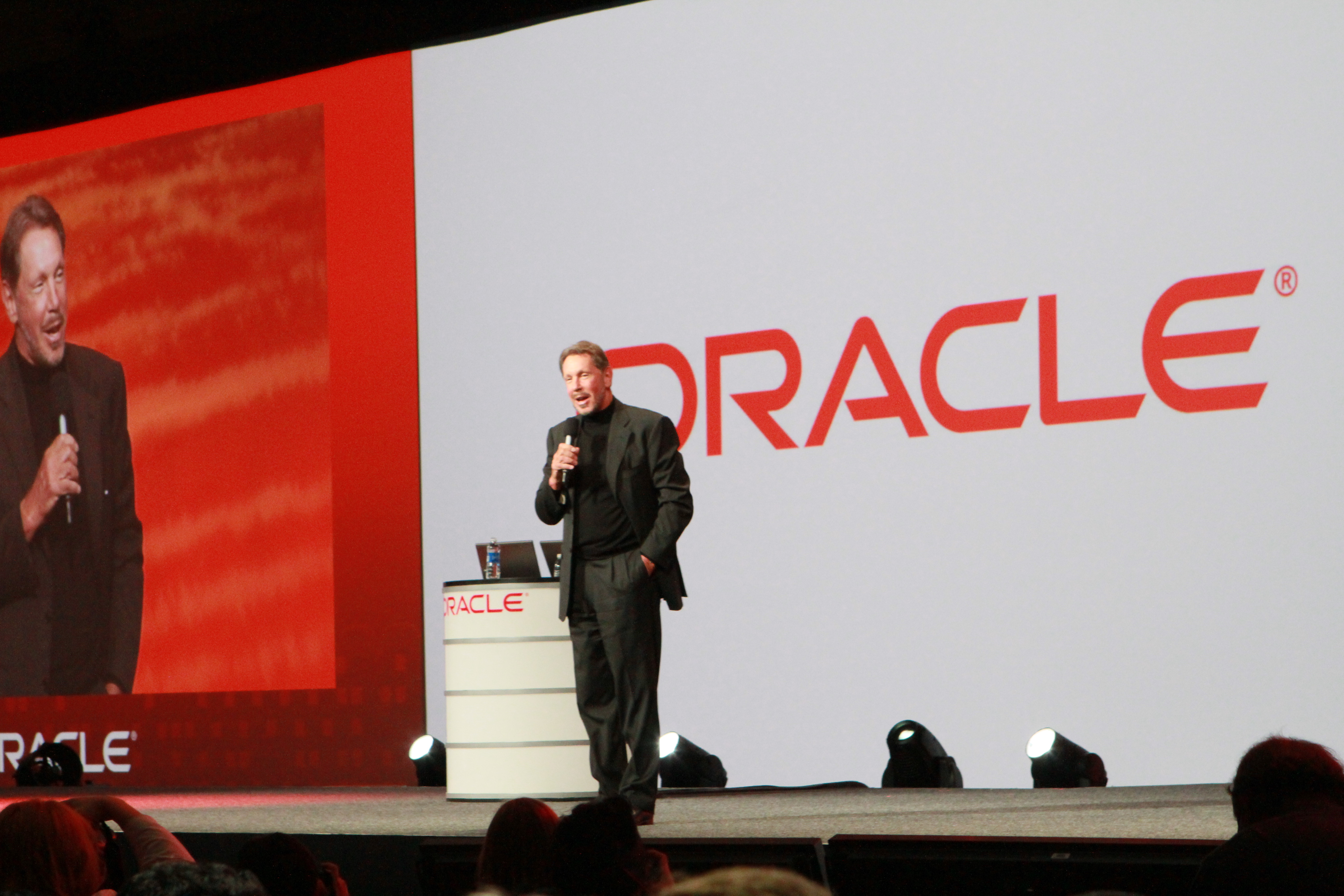
Larry Ellison nel 2010.

Il 9 agosto 2010, Ellison in una convention criticò duramente la Hewlett-Packard per aver licenziato il loro CEO Mark Hurd, scrisse che "il consiglio ha preso la peggiore decisione proprio come quando quegli idioti della Apple licenziarono Steve Jobs molti anni fa." Successivamente, il 6 settembre, Oracle assunse Mark Hurd e lo fece Co-Presidente insieme a Safra Catz. Ellison mantenne la posizione di CTO e di presidente. Il 10 marzo 2010 Forbes classifica Ellison come il sesto uomo più ricco del mondo e il terzo americano più ricco, con un patrimonio netto di 28 miliardi di dollari. Il 27 luglio 2010, il Wall Street Journal scrisse che Ellison è il dirigente più pagato negli ultimi dieci anni, raccogliendo un compenso totale di 1,84 miliardi di dollari.

#### 2010-presente
Nel 2010 l’Unione europea ha approvato l'acquisizione da parte di Oracle di Sun Microsystems dichiarando che tale acquisizione "ha la possibilità di rivitalizzare le attività importanti per creare prodotti nuovi e innovativi". L'acquisizione di Sun ha anche dato la possibilità ad Oracle di migliorare il popolare MySQL database open source, che Sun aveva acquisito nel 2008.
Il 9 agosto 2010, in una convention Ellison criticò duramente il consiglio d'amministrazione della Hewlett-Packard per aver licenziato il loro amministratore delegato Mark Hurd dicendo che "il consiglio ha preso la peggiore decisione proprio come quando quegli idioti della Apple licenziarono Steve Jobs molti anni fa". (Ellison, Hurd e Jobs erano molto amici).  Poi, il 6 settembre, Oracle ha assunto Mark Hurd come co-presidente insieme a Safra Catz, diventata CEO dalla sua precedente posizione di CFO. Ellison mantenne la posizione di CTO e di presidente esecutivo.
Nel marzo 2010, l'elenco dei miliardari di Forbes ha classificato Ellison come la sesta persona più ricca del mondo e come il terzo americano più ricco, con un patrimonio netto stimato di oltre 28 miliardi di dollari. Il 27 luglio 2010, il Wall Street Journal ha riferito che Ellison è stato il dirigente più pagato dell'ultimo decennio, raccogliendo un compenso totale di 1,84 miliardi di dollari.  Nel settembre 2011, Ellison è stato inserito nella lista dei miliardari di Forbes come il quinto uomo più ricco del mondo ed era ancora il terzo americano più ricco, con un patrimonio netto di circa 36,5 miliardi di dollari. Nel settembre 2012, Ellison è stato nuovamente inserito nella lista dei miliardari di Forbes come il terzo cittadino americano più ricco, dietro Bill Gates e Warren Buffett, con un patrimonio netto di 44 miliardi di dollari. Nell'ottobre 2012, è stato elencato dietro David Hamilton Koch come l'ottava persona più ricca del mondo, secondo il Bloomberg Billionaires Index.
Nel settembre 2011, Ellison è nella classifica di Forbes come il quinto uomo più ricco del mondo e ancora il terzo americano più ricco, con un patrimonio netto di circa 36,5 miliardi di dollari. Nel settembre 2012, Ellison è nella classifica di Forbes con la posizione di terzo uomo più ricco del mondo, dietro a Bill Gates e Warren Buffett, con un patrimonio netto di 44 miliardi di dollari. A partire da ottobre 2012, Ellison viene posizionato dietro a David Koch come l'8ª persona più ricca del mondo. Nel 2013, secondo Capital, Ellison ha guadagnato 94,6 milioni di dollari.
Ellison possiede partecipazioni in Salesforce.com, NetSuite (acquisito nel novembre 2016 per 9,3 miliardi dollari) Quark Biotechnology Inc. e Astex Pharmaceuticals. Nel giugno 2012, Ellison accettò di acquistare il 98% dell'isola hawaiana di Lāna'i dalla società di David Murdock, Castle & Cooke. Il prezzo è stato segnalato tra i 500 milioni e i 600 milioni di dollari. Nel 2013, secondo il Wall Street Journal, Ellison ha guadagnato 94,6 milioni di dollari. Il 18 settembre 2014, Ellison ha nominato Mark Hurd CEO di Oracle dalla sua precedente posizione di presidente; Safra Catz è stata anche nominata CEO, passando dal suo precedente ruolo di CFO. Ellison ha assunto le posizioni di Chief Technology Officer e Presidente esecutivo.
Nel giugno 2018, il patrimonio netto di Ellison era di circa 54,5 miliardi di dollari secondo Forbes. Pochi mesi più tardi, nel dicembre 2018, Ellison è diventato direttore del consiglio d'amministrazione di Tesla Inc., dopo aver acquisito milioni di azioni all'inizio di quell'anno. Ellison ha lasciato il board di 
Tesla nel 2022.
A partire dal 2022, Ellison possiede il 42,9% delle azioni di Oracle Corporation  e, a giugno 2023, l'1,4% delle azioni di Tesla.
La startup di software di Ellison, Project Ronin, che ha co-fondato con David Agus e Dave Hodgson, ha chiuso i battenti nel 2024. L'azienda mirava a trasformare la cura del cancro, i cui prodotti erano destinati ad analizzare rapidamente i dati all'interno dei sistemi di cartelle cliniche elettroniche.

## Vita privata
Larry Ellison è stato sposato sei volte.
Tra il 1967 ed il 1974 è stato sposato con Adda Quinn e dal 1977 al 1978 con Nancy Wheeler Jenkins. Dal 1983 al 1986, con Barbara Boothe, una ex receptionist da cui ha avuto due figli: Megan Ellison (1986), fondatrice e presidente della Annapurna Pictures, e David Ellison (1983), fondatore e presidente della Skydance Productions.
Dal 18 dicembre 2003 fino a settembre 2010 è stato sposato con Melanie Craft, una scrittrice di romanzi rosa. L'amico di Ellison, Steve Jobs, ex CEO e co-fondatore di Apple Inc., era il fotografo ufficiale del matrimonio avvenuto nella tenuta di Woodside, e il rappresentante Tom Lantos officiava.
Dal 2010 al 2020, Ellison ha avuto prima una relazione e poi si è sposato per la quinta volta con la modella e attrice ucraina Nikita Kahn. A partire dal 2024, Ellison (ormai ottantenne) si è sposato con Jolin Ellison (nata Zhu), un'alunna dell'Università del Michigan.

### Barche
È un grande appassionato di barche. Nel 2004 ha acquistato uno dei più grandi yacht del mondo, il Rising Sun, che ha poi venduto nel 2010 a David Geffen.
Ellison è il fondatore, nonché armatore dell'imbarcazione di America's Cup, BMW Oracle Racing.

### Aerei
Ellison possiede diversi jet ed ha ottenuto il brevetto di pilota. Possiede almeno due jet militari: un SIAI-Marchetti S-211, aereo da addestramento italiano, ed un caccia russo MiG-29 dismesso.

### Proprietà immobiliari
Nel 1995 Ellison ha acquistato una villa a Woodside, California, per circa 15 milioni di dollari. Nell'arco di 9 anni ha poi speso circa 200 milioni per ristrutturare completamente l'immobile ispirandosi all'architettura giapponese feudale. Tra il 2004 ed il 2005 ha comprato 12 proprietà a Malibù per un totale di 180 milioni.
Agli inizi del 2010, Ellison ha comprato la Beechwood Mansion, casa estiva della famiglia Astor, a Newport, Rhode Island, per 10,5 milioni di dollari. La villa è stata trasformata in un museo di arte.
Nel 2012, Ellison acquisisce il 98% dell'isola hawaiana di Lanai, la sesta isola più estesa dell’intero arcipelago dove abita dal 2020.

### Sport
Il 23 dicembre 2009 ha acquisito per la somma di 100 milioni di dollari il complesso tennistico Indian Wells Tennis Garden e l'organizzazione del torneo BNP Paribas Open.
Ha tentato senza successo di comprare due squadre: i Golden State Warriors dell'NBA, e i San Francisco 49ers di football americano, ma entrambe le volte non ha concluso l'affare.